# چیلی‌بیه‌وو
چیلی‌بیه‌وو (انگلیسی: Chilibeyevo) یک شهرک در شهرستان کالتاسینسکی استان باشقیرستان کشور روسیه است.